# ورزشکاه باشگاه البتین
ورزشکاه باشگاه البتین (به عربی: ملعب نادی الباطن) یک ورزشگاه در عربستان سعودی است که در حفر الباطن واقع شده‌است.